# Kamienica przy pl. Bolesława Chrobrego 35 w Kłodzku
Kamienica przy pl. Bolesława Chrobrego 35 w Kłodzku – pochodząca z drugiej połowy XVII wieku zabytkowy dom położony na kłodzkim rynku w jego wschodniej pierzei

## Historia
Budynek został wzniesiony w drugiej połowie XVII wieku, elewacja pochodzi z połowy XVII wieku. W 1886 roku na parterze wybito otwór na okno wystawowe. Pierwotnie najwyższa kondygnacja miała tylko jedno okno, dwa skrajne dorobiono około 1900 roku.
Decyzją wojewódzkiego konserwatora zabytków z dnia 30 kwietnia 1984 roku kamienica została wpisana do rejestru zabytków.

## Architektura
Dom ma cztery kondygnacje, elewacja jest czteroosiowa (w IV kondygnacji trójosiowa), zwieńczona szczytem. Wejście ujęte jest w delikatny portal o smukłych węgarach, cienkiej koszowej archiwolcie ze zwornikiem, zamknięty gzymsem w kształcie łuku odcinkowego nadwieszonego, na końcach obciążonego wazonami. Reszta parteru została zniszczona jeszcze przed 1880 rokiem wybiciem wielkiego okna sklepowego. Powyżej parteru elewacja została skomponowana w sposób bardzo dekoracyjny. Okna są prostokątne, w obramieniach z delikatnymi uszakami, na cienkich parapetach. Okna I piętra podkreślone są podwójnymi gzymsami nadokiennymi (bezpośrednio nad oknem gzyms odcinkowy, powyżej - gzyms o formie łuku wklęsło-wypukłego lub, w dwóch środkowych oknach, dzwonowatego), pomiędzy którymi znajduje się płycina ujęta po bokach w dwie strome woluty. Okna I piętra dodatkowo akcentują znajdujące się pod nimi płyciny o zróżnicowanych kształtach. Skrajne partie II i III kondygnacji są boniowane, IV kondygnację wydziela profilowany gzyms, na którym wspierają się cztery gładkie pilastry toskańskie na postumentach. Okna IV kondygnacji dekorowane są gzymsami nadokiennymi w kształcie łuku nadwieszonego, z dekoracją rzeźbiarską pośrodku. Okno środkowe, z małym eliptycznym okienkiem powyżej, jest autentyczne. Dwa pozostałe okna tej kondygnacji dorobiono poprawnie około 1900 roku. Całość elewacji wieńczy szeroko rozłożony szczyt, o umiarkowanie bujnej sylwecie.

## Galeria

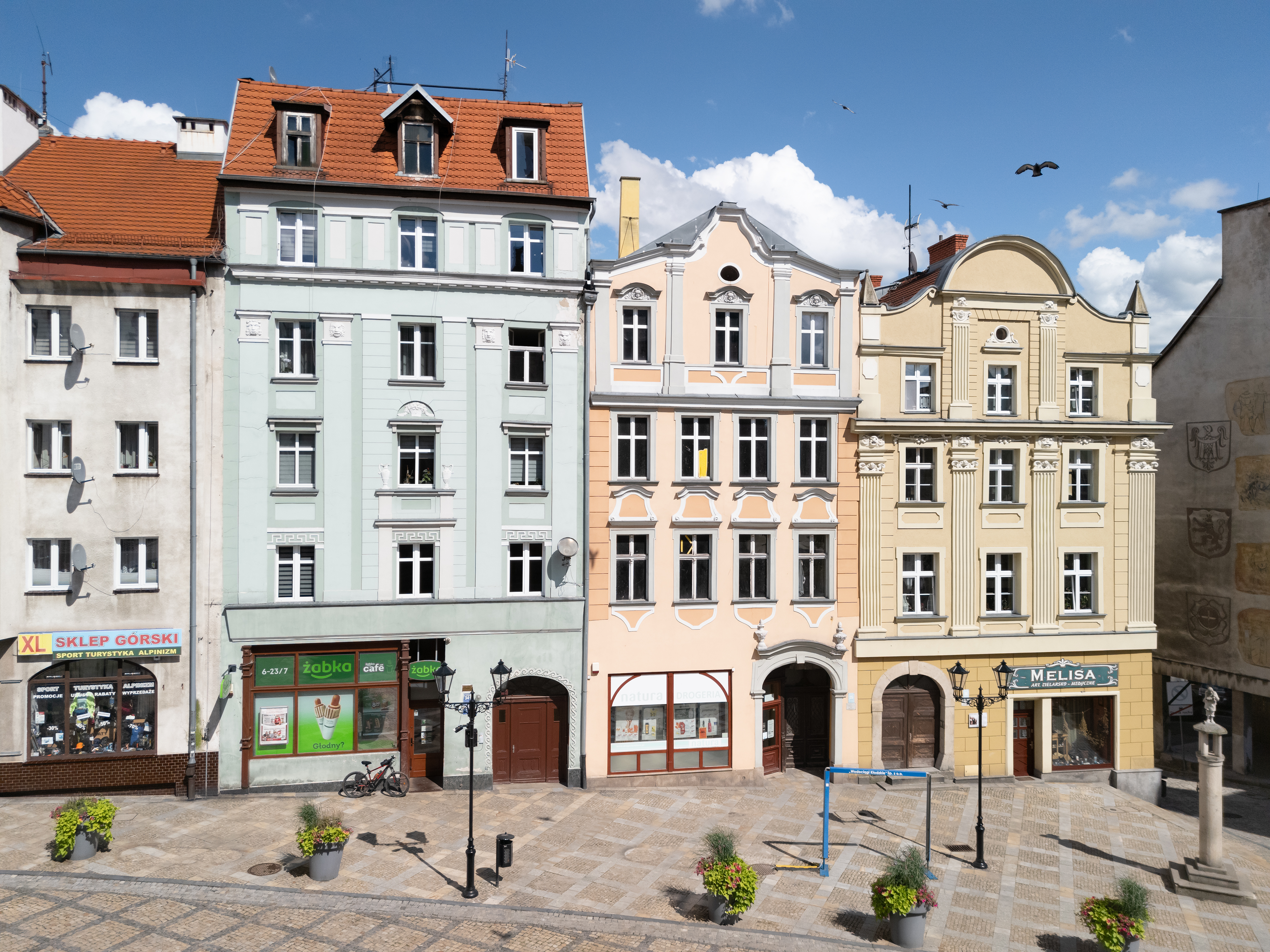
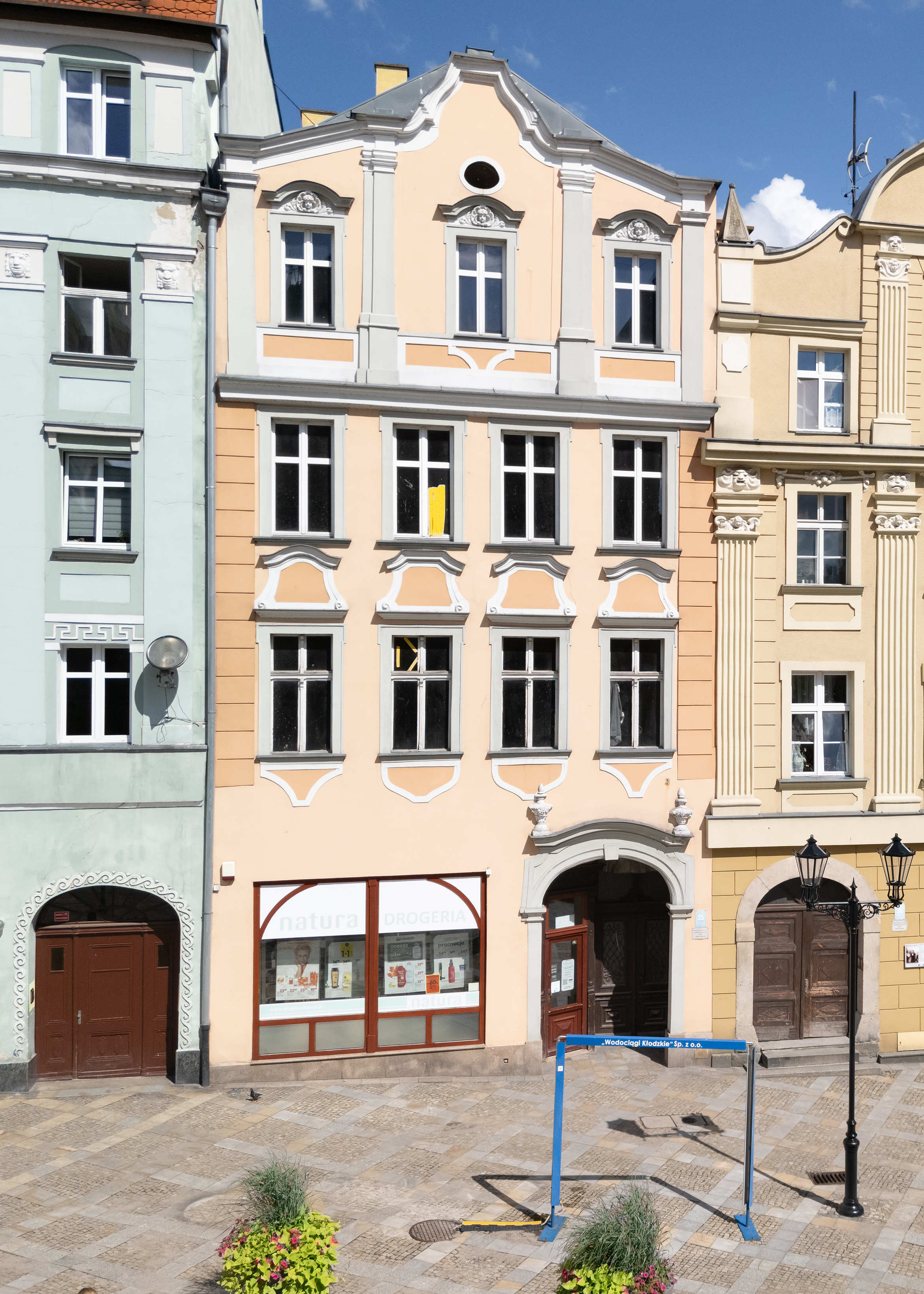
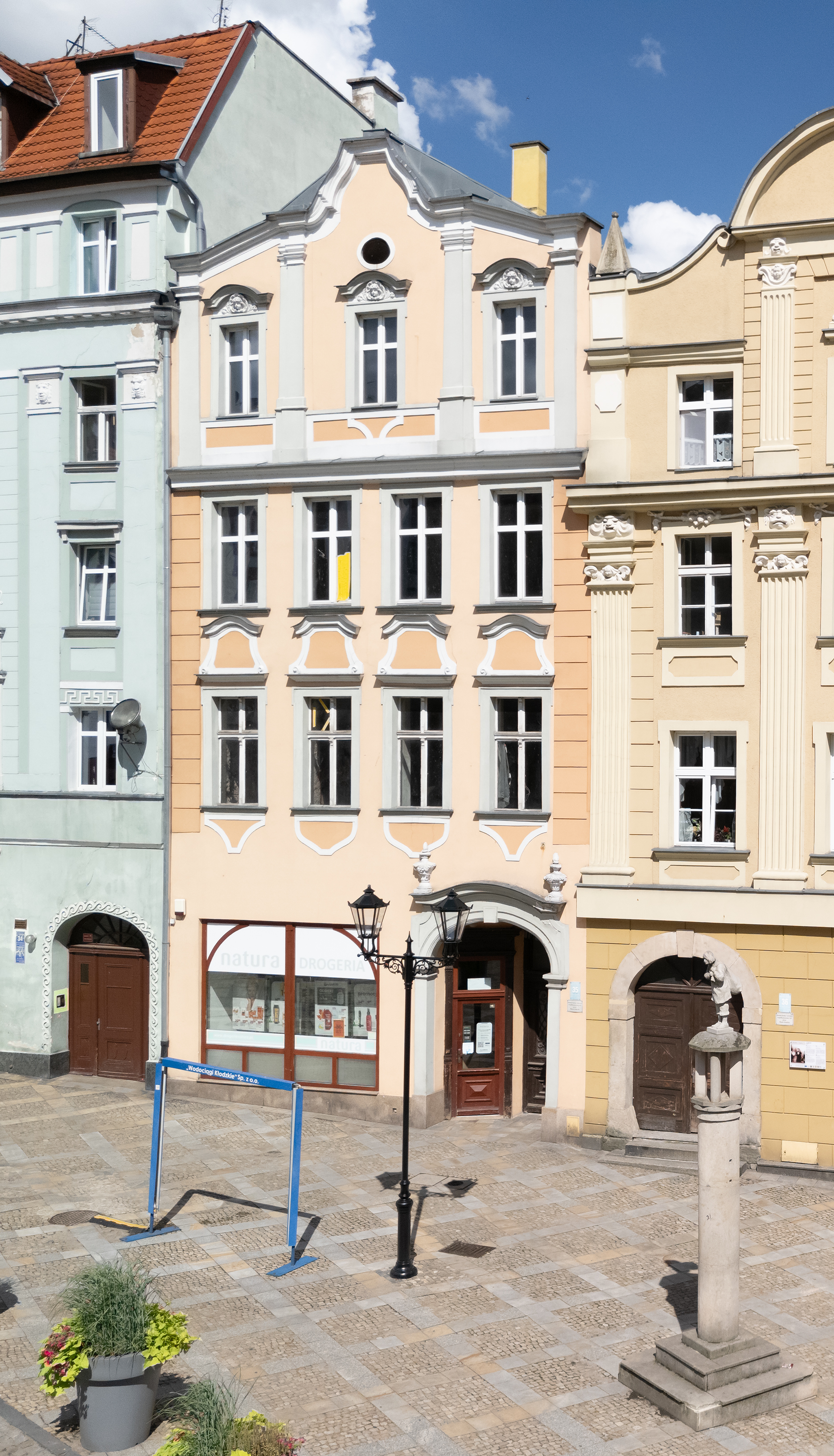
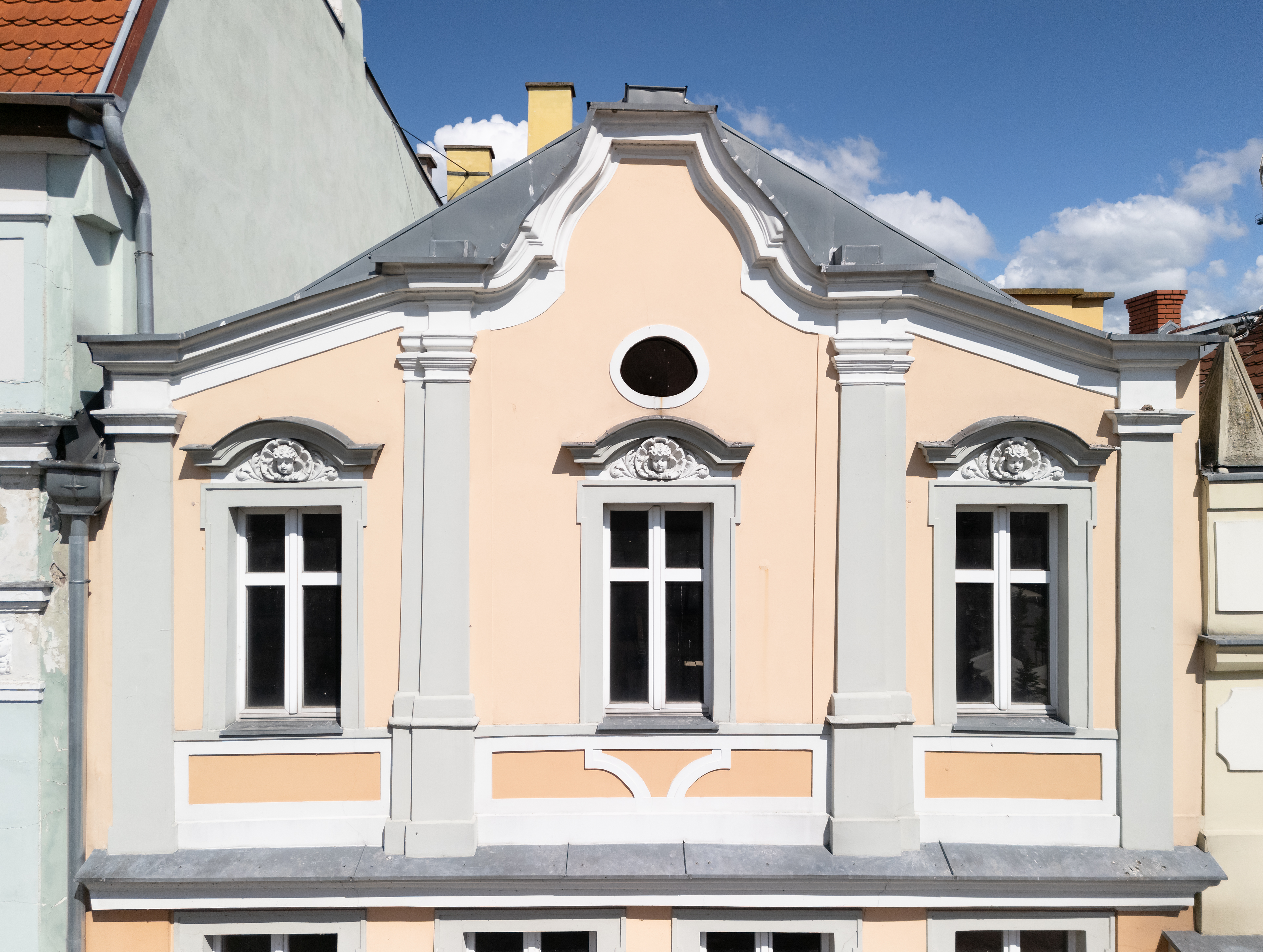